# 620'erne
Århundreder: 6. århundrede – 7. århundrede – 8. århundrede
Årtier: 570'erne 580'erne 590'erne 600'erne 610'erne – 620'erne – 630'erne 640'erne 650'erne 660'erne 670'erne
År: 620 621 622 623 624 625 626 627 628 629